# Palmer (Tennessee)
Palmer is een plaats (town) in de Amerikaanse staat Tennessee, en valt bestuurlijk gezien onder Grundy County.

## Demografie
Bij de volkstelling in 2000 werd het aantal inwoners vastgesteld op 726.
In 2006 is het aantal inwoners door het United States Census Bureau geschat op 732, een stijging van 6 (0,8%).

## Geografie
Volgens het United States Census Bureau beslaat de plaats een oppervlakte van
13,6 km², geheel bestaande uit land. Palmer ligt op ongeveer 554 m boven zeeniveau.

## Plaatsen in de nabije omgeving
De onderstaande figuur toont nabijgelegen plaatsen in een straal van 20 km rond Palmer.